# Acontia areletta
Acontia areletta är en fjärilsart som beskrevs av Dyar 1907. Acontia areletta ingår i släktet Acontia och familjen nattflyn. Inga underarter finns listade i Catalogue of Life.

## Bildgalleri

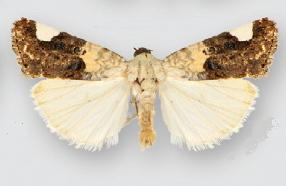